# Arroyo Lunarejo
El arroyo Lunarejo es un curso de agua uruguayo que atraviesa el departamento de Rivera perteneciente a la cuenca hidrográfica del Río Uruguay.
Nace en la cuchilla de Haedo, cerca del límite con Salto y Artigas, desemboca en el río Tacuarembó tras recorrer alrededor de 31 km.
Su principal afluente es el Arroyo Aurora.
- Datos: Q5705739